# 趣伏里公园
55°40′25″N 12°34′06″E / 55.67361°N 12.56833°E
趣伏里公园（Tivoli Gardens）是丹麦哥本哈根著名的主題公園，开放于1843年8月15日，僅次於克兰彭堡附近的巴肯游乐场，是世上現存第二古老的主題公園。

## 历史

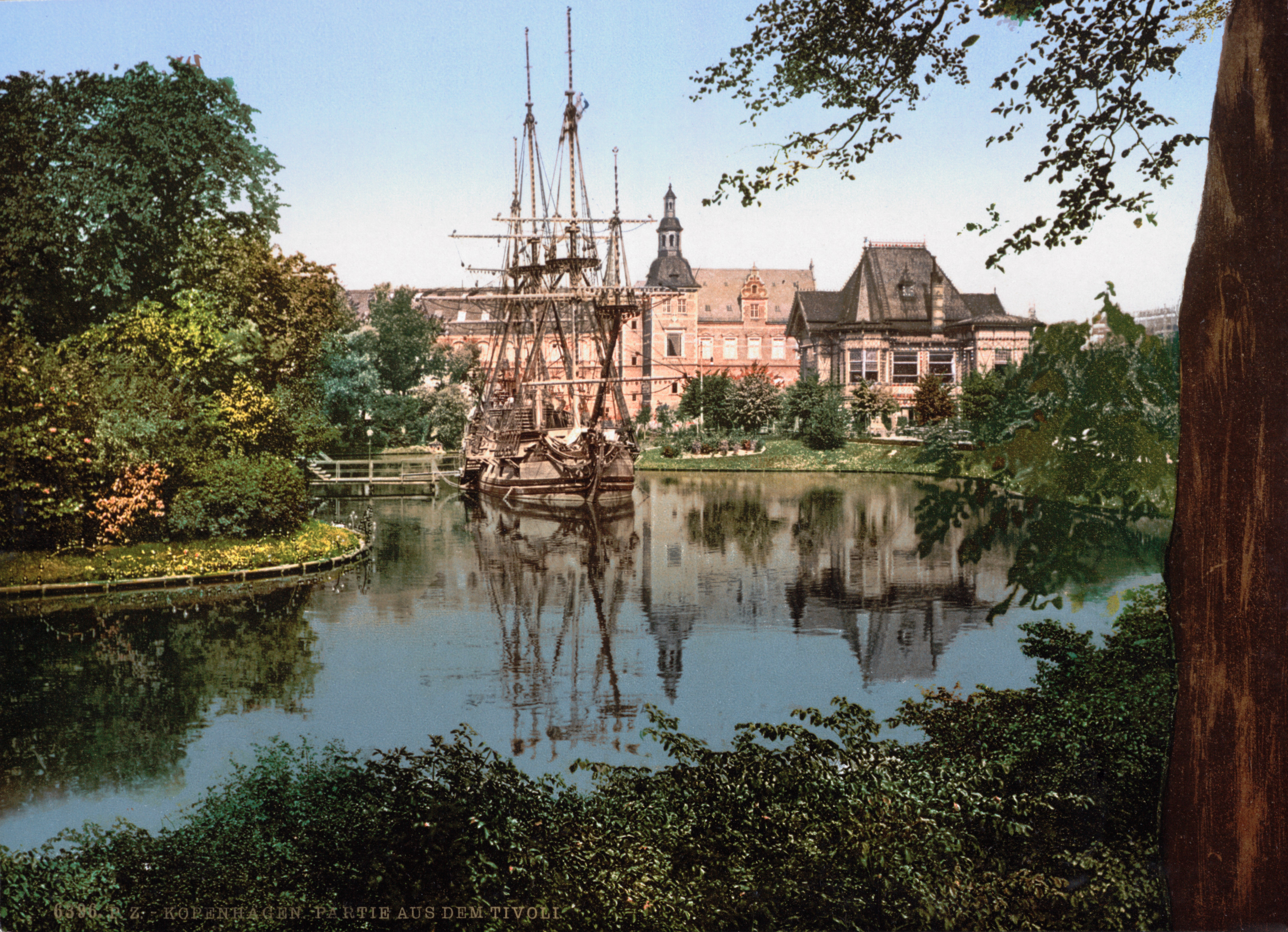
1900年的趣伏里公园

游乐园最初叫做「趣伏里和沃克斯霍爾樂園」（Kjøbenhavns Tivoli & Vauxhall），「趣伏里Tivoli」字源于1795年建立的遊樂園始祖巴黎的蒂沃利花园，而它又是命名自罗马30公里遠的古鎮蒂沃利（Tivoli），後者因为哈德良别墅、埃斯特别墅、格里高利别墅等歷代度假花園聞名；「沃克斯霍爾Vauxhall」字源于伦敦的沃克斯霍爾花園。
趣伏里的创建者格奥尔·卡斯滕森（1812-1857）通过告诉國王克里斯蒂安八世“当人民自娱自乐时，他们不会考虑政治。”而获得了创建趣伏里的五年特許狀。国王给了卡斯坦森西门外大约15英亩（61,000平方公尺）加强防御的斜堤的使用权，年租945丹麥克朗。因此，至1850年代，趣伏里还在城外，通过西门可到达。
从建园初始，趣伏里一系列经典包括梦幻般东方式的外国式建筑物：一个剧场、音乐台、餐厅和咖啡館、花圃以及机械的遊樂設施，例如旋轉木馬以及一段简单的观景铁路。入夜后，五彩的灯光照亮公园。某些晚上，特殊的烟火会在趣伏里的湖上绽放。
作曲家漢斯·克里斯蒂安·倫拜（1810-1874）在1843年至1872年是趣伏里的音乐总监。像施特劳斯家族这样的維也納圓舞曲作曲家（老约翰·施特劳斯和他的儿子们），被称作“北方的施特劳斯”。他的很多作品都是受到遊樂園的影響，包括「向趣伏里的购票者致敬」、「嘉年华Joys」以及“在趣伏里的一个节日夜晚”。趣伏里管弦樂團依然演奏他的一些作品。
1874年，中国式的哑剧剧场代替了旧的小剧场。观众席露天，舞台则处于建筑物中。剧场的「帘幕」是一个机械的peacock's tail。从一开始，剧场大量演出意大利人朱塞佩·卡索蒂（Giuseppe Casorti）引进介绍到丹麦的意大利哑剧。这个依靠意大利即興喜劇的传统被一直保留，包括的角色有Cassander（老爸爸）、Columbine（他美丽的女儿）、哈利金（他的情人）以及尤其在年轻观众中很受欢迎的愚蠢的仆人Pierrot。口语对话的缺乏是一大优势，因为趣伏里现在是一处国际性的旅游景点。
1943年，纳粹主义的支持者曾试图烧掉许多趣伏里的建筑，好藉此摧毁丹麦人的精神。丹麦人建造了临时建筑，公园几星期后又恢复运转。

## 遊樂設施
公园最有名的就是他的木质雲霄飛車Rutsjebanen，或叫Bjerg Banen (Mountain Track)。雲霄飛車是1914年建于 瑞典马尔默，是世界上最早的仍在运行的木质雲霄飛車。它是一部協會评定的经典雲霄飛車。雲霄飛車在音乐厅的旁边。
世界最高的旋轉木馬火星之旅2006年在趣伏里开幕。它80米高，歡樂時光公司建设.
2006年七月，趣伏里也为提供场所，为哥本哈根爵士音樂節一部分，另外趣伏里也曾邀請許多知名歌手或團體進行现场音乐表演，包含碎南瓜乐队、海灘男孩、宠物店男孩、肯伊·威斯特，以及丹麦的组合例如TV-2、汉娜·包儿、瑞凡斯合唱團與托马斯·赫尔米希。

## 相册

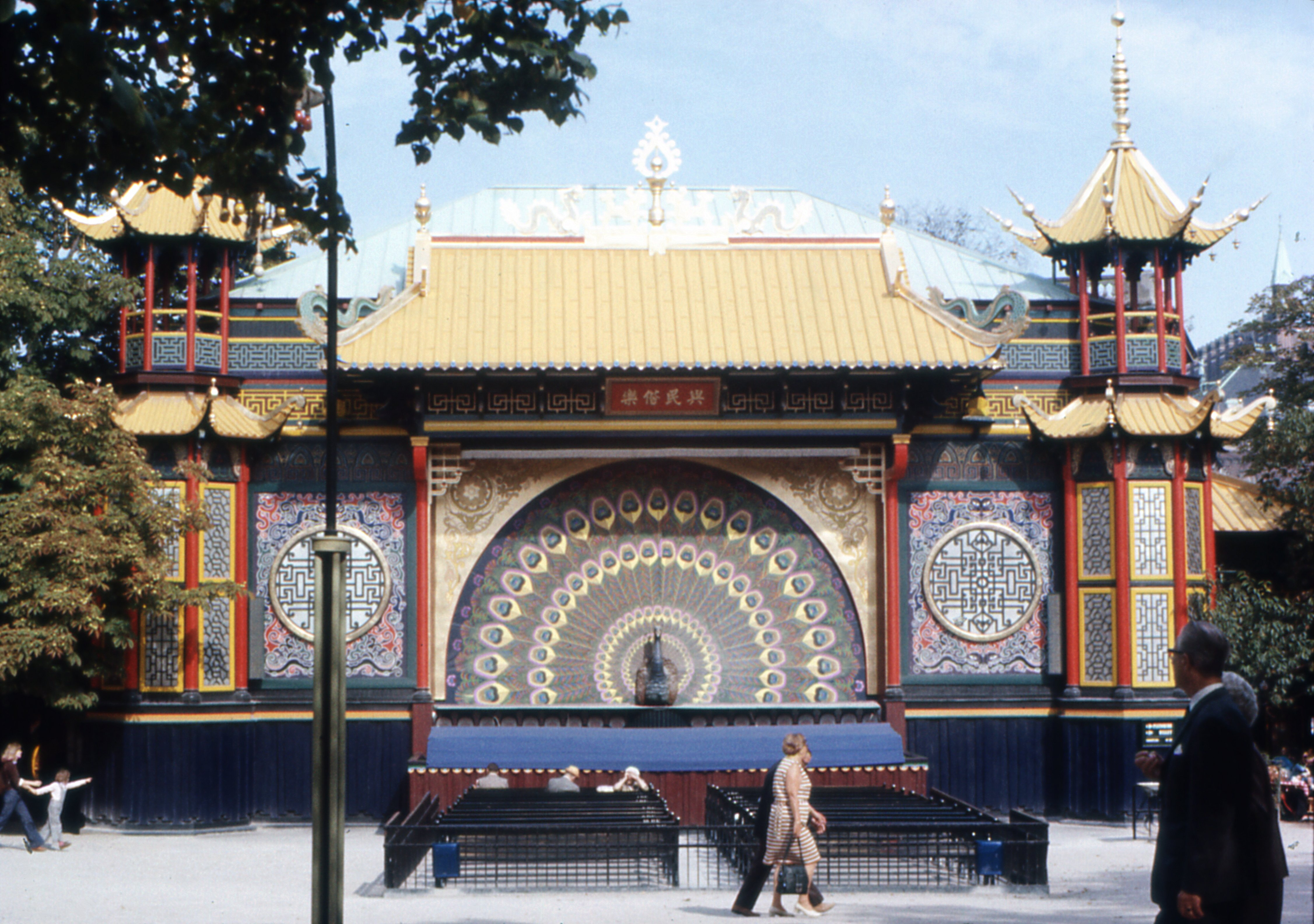
哑剧剧场
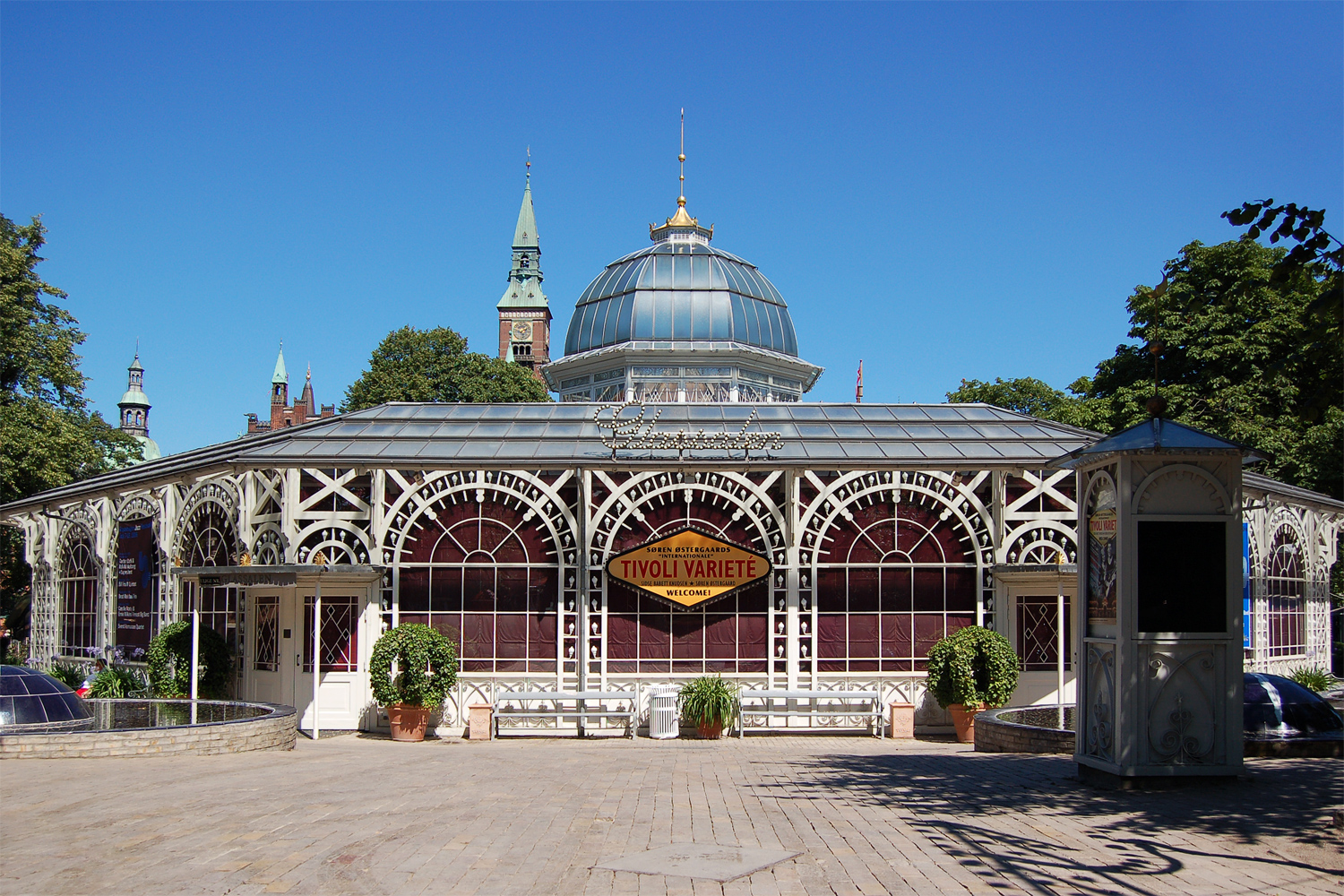
玻璃宮
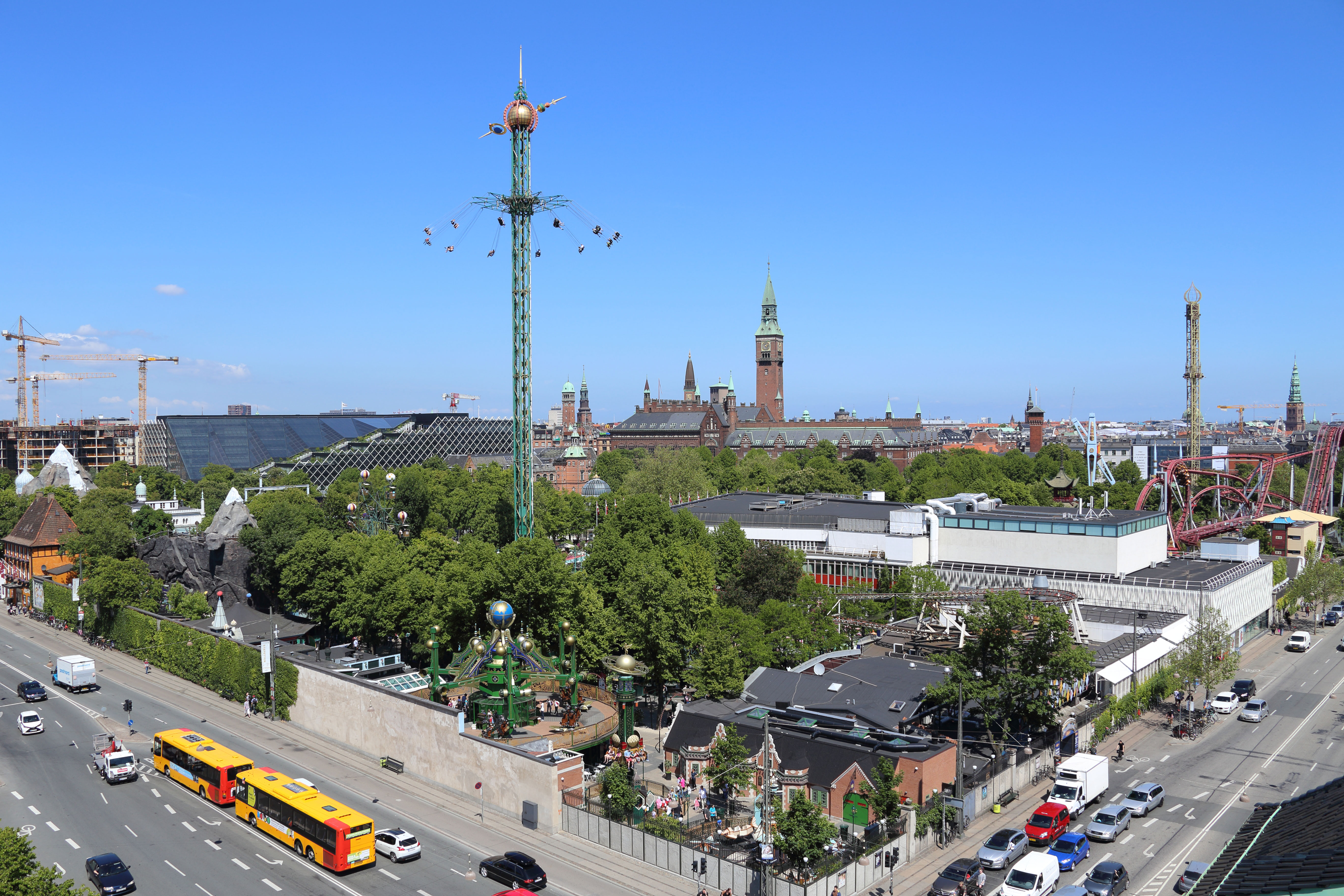
2015年的趣伏里公园
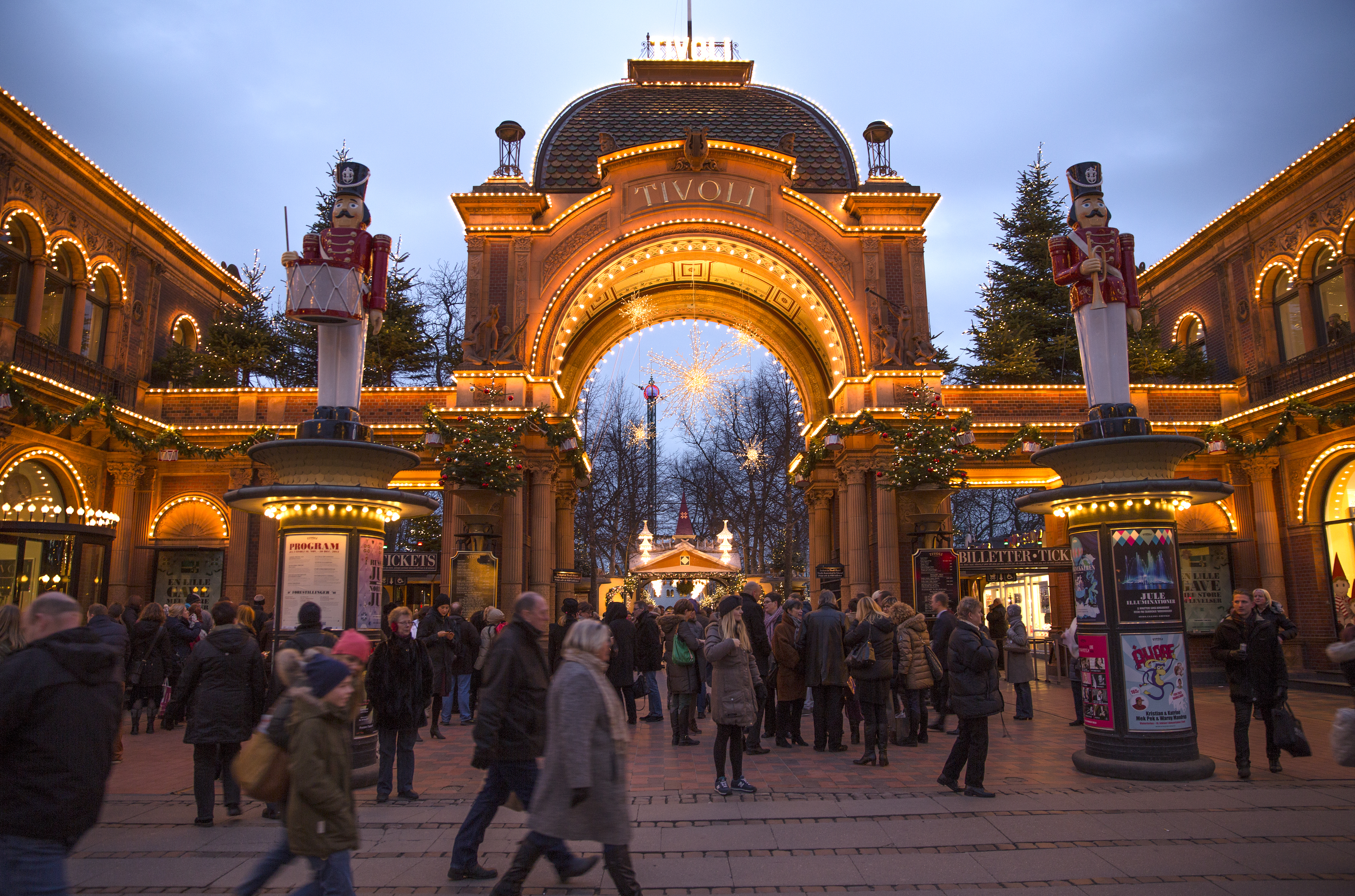
趣伏里公园入口

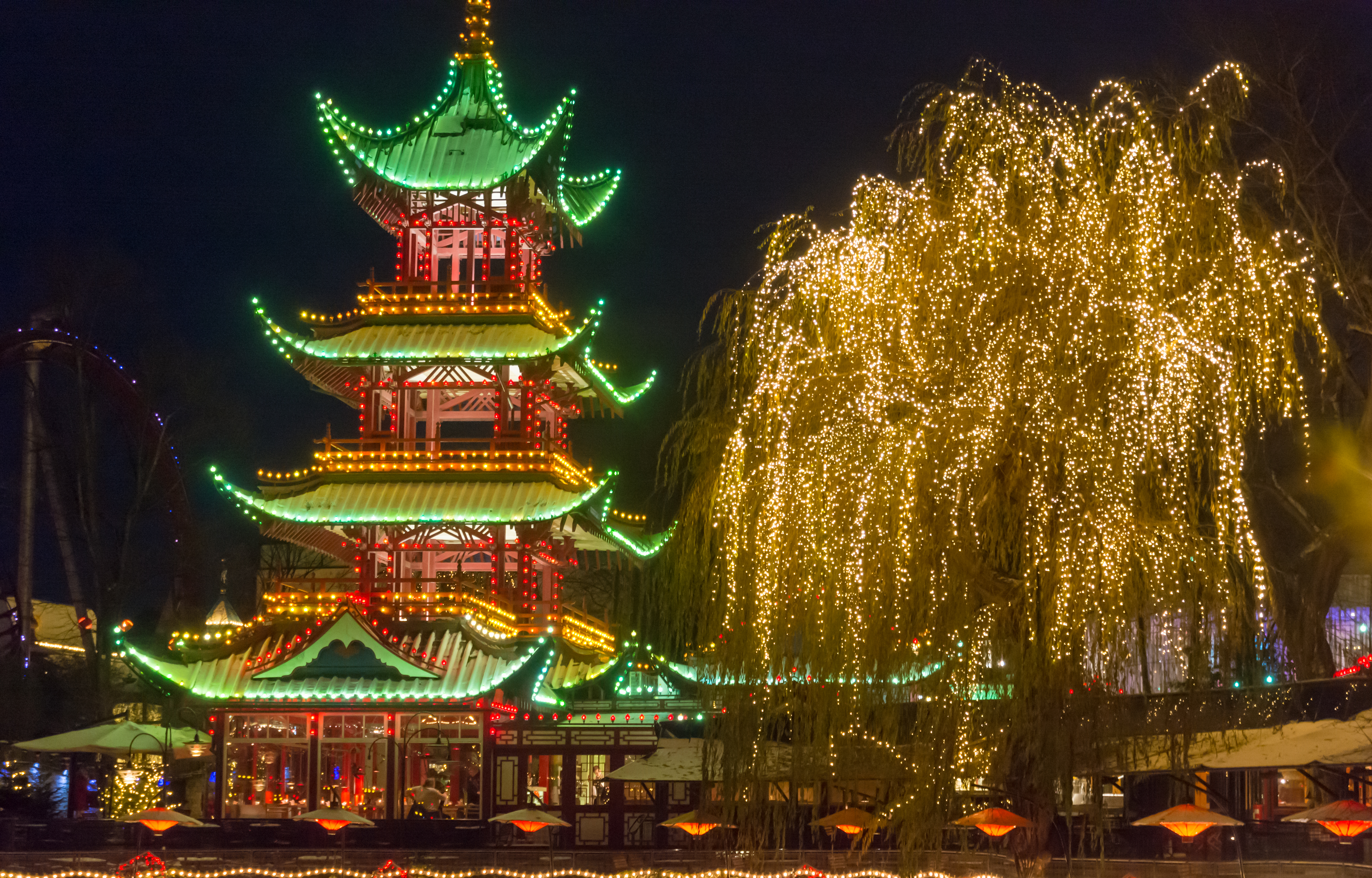
晚上的中國塔
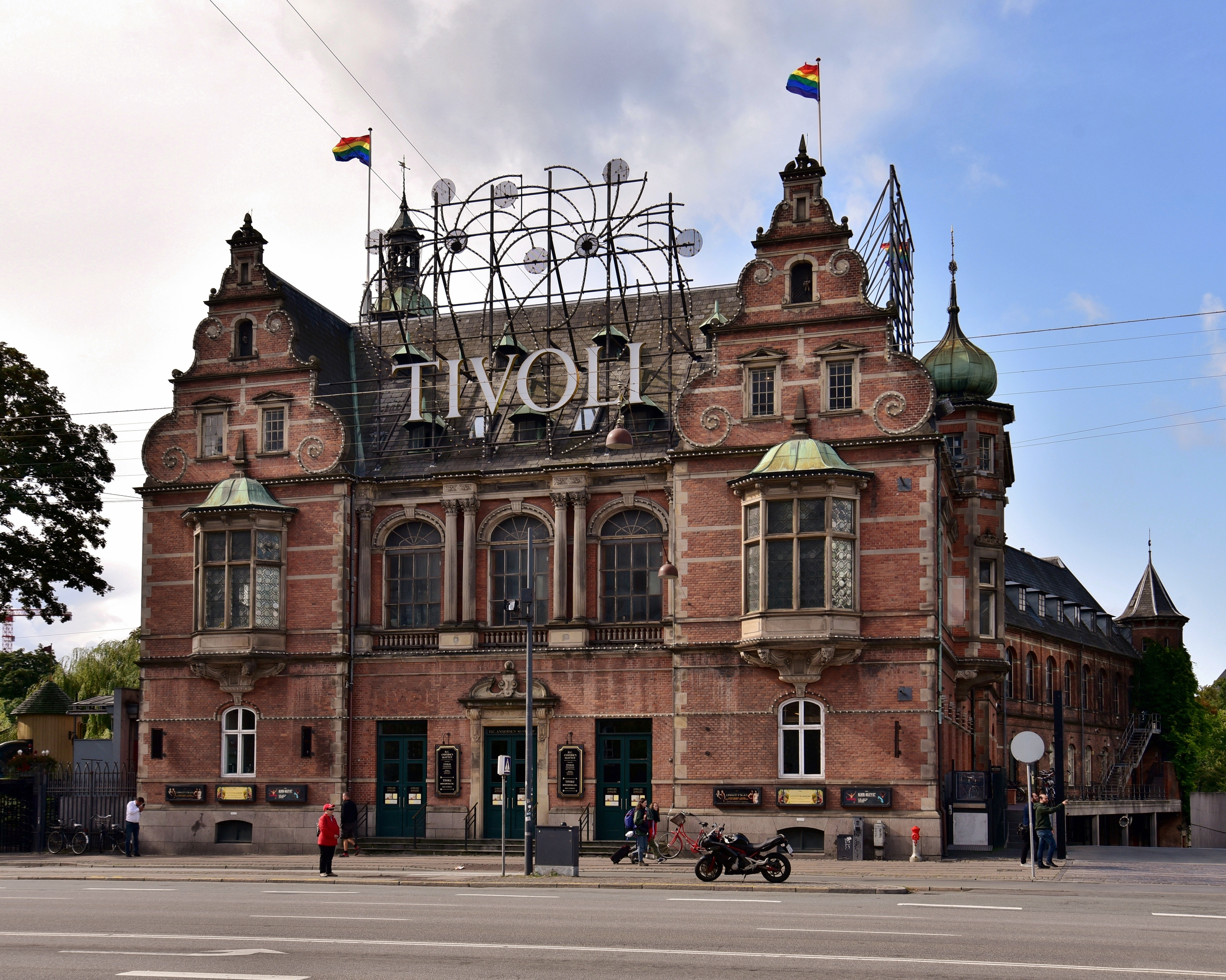
安徒生城堡
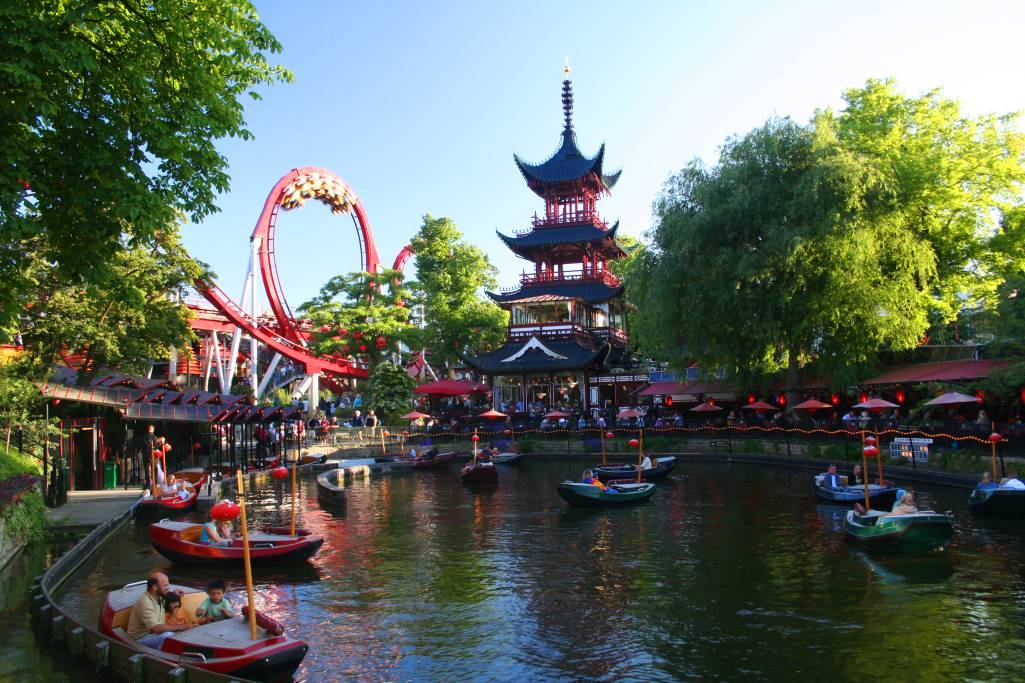
龍舟湖和過山車
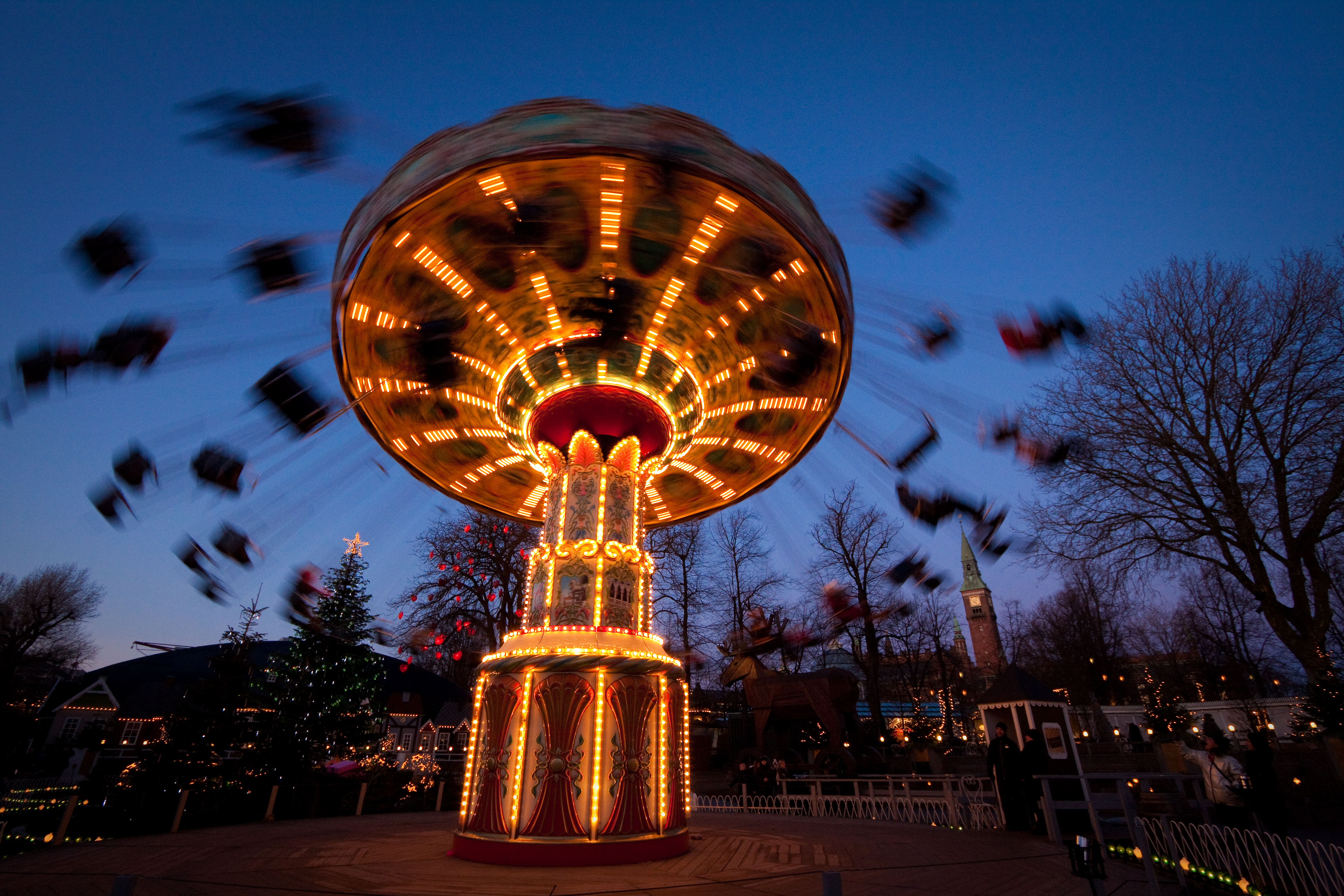
飛天鞦韆